# Benthodesmus macrophthalmus
Benthodesmus macrophthalmus är en fiskart som beskrevs av Nikolai V. Parin och Becker, 1970. Benthodesmus macrophthalmus ingår i släktet Benthodesmus och familjen Trichiuridae. Inga underarter finns listade.